# Ókori egyiptomi bútorok

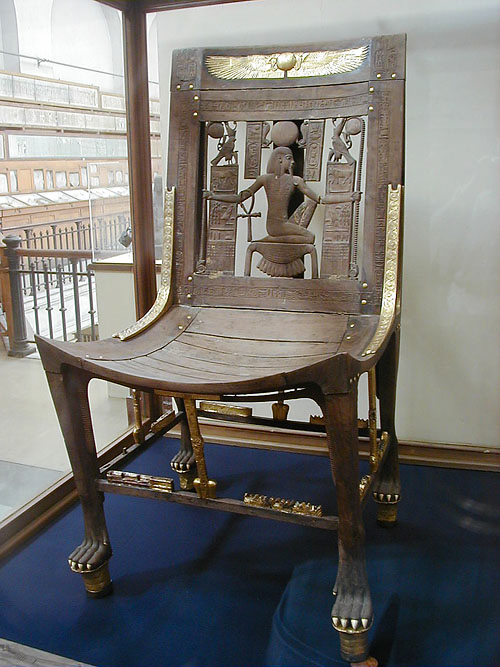
Tutanhamon cédrusfa széke

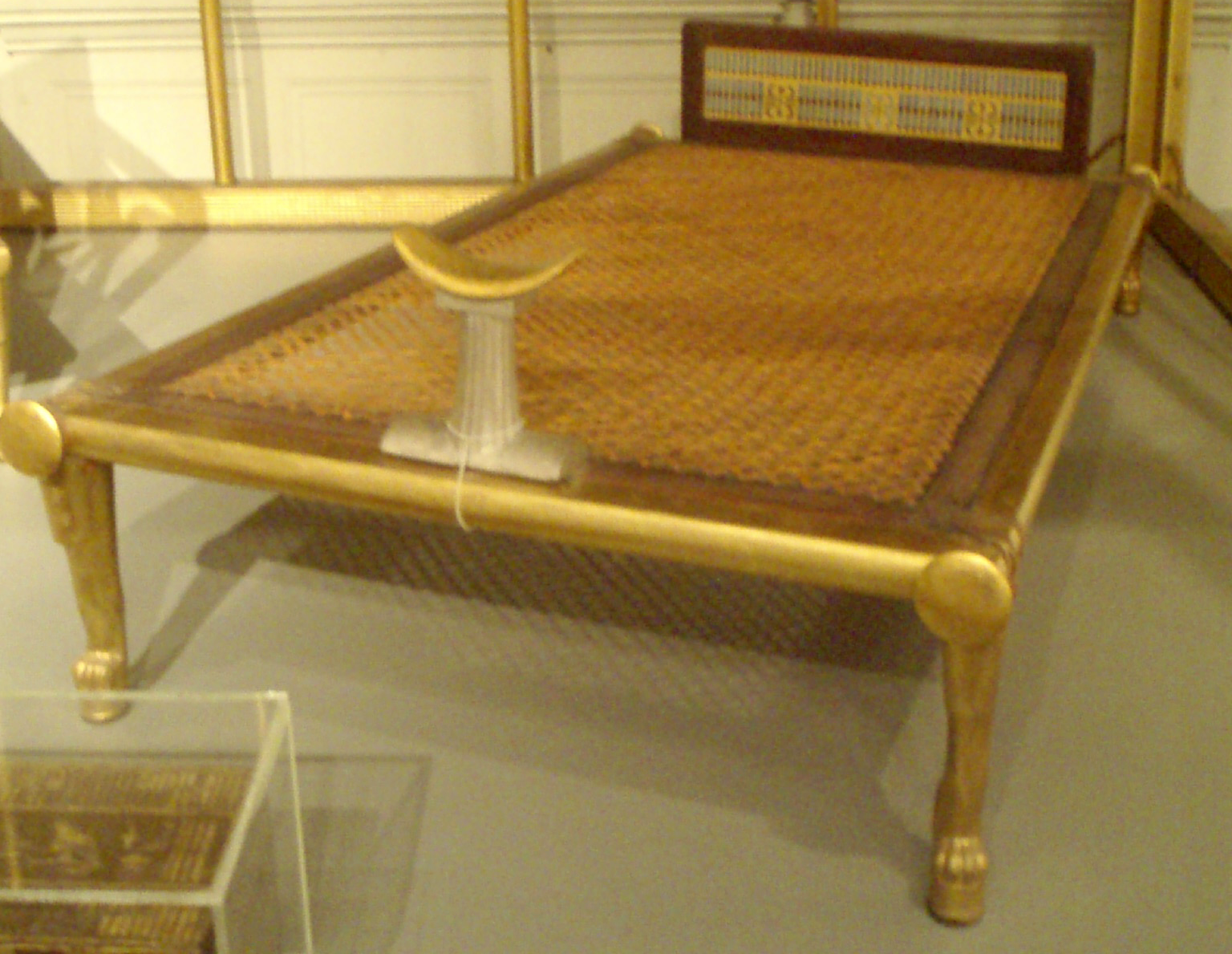
Hotepheresz ágya

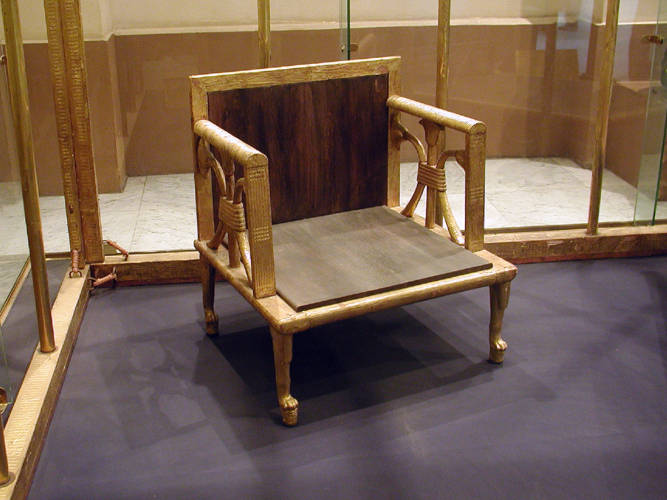
Hotepheresz széke

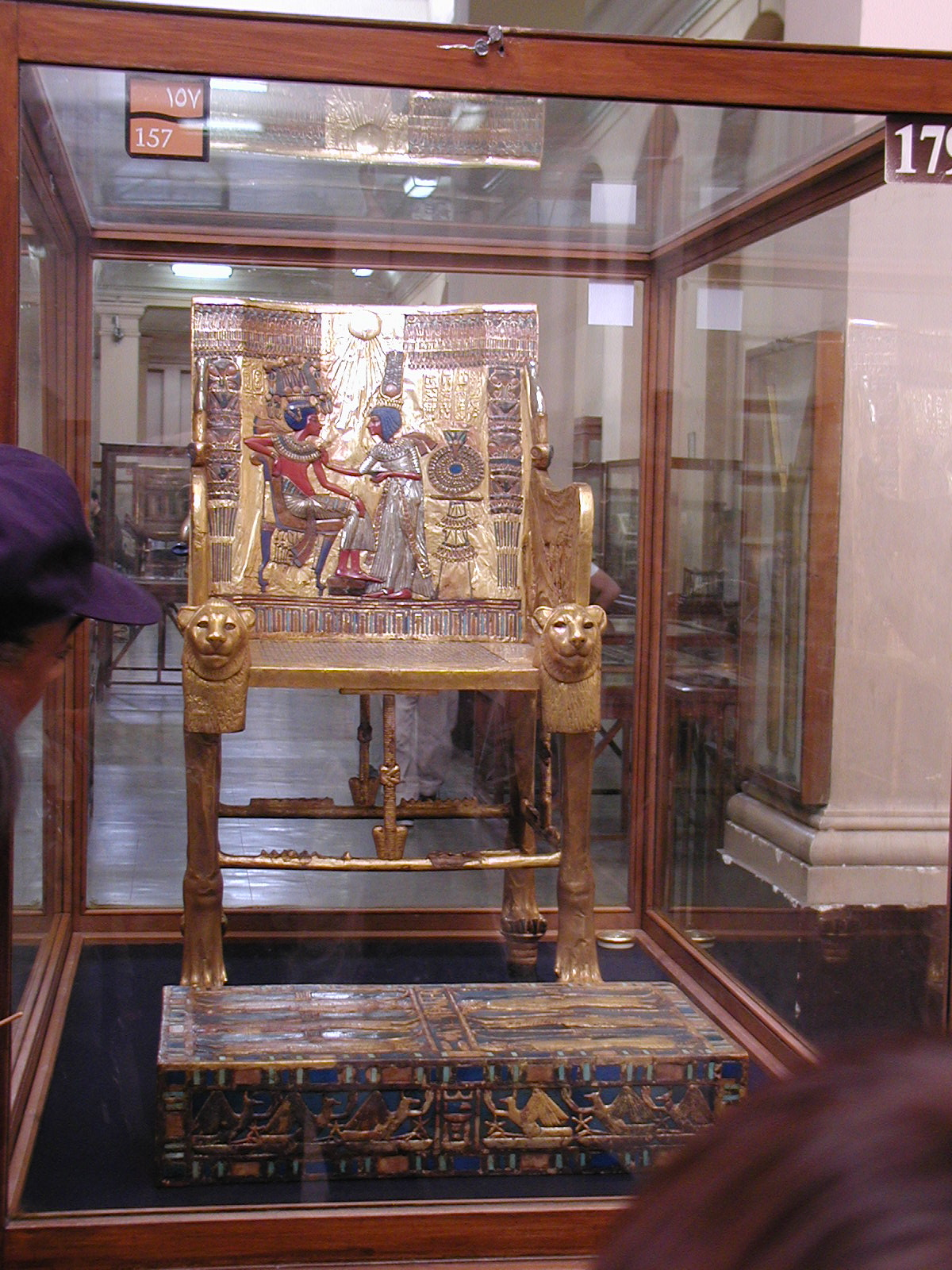
Tutanhamon trónja

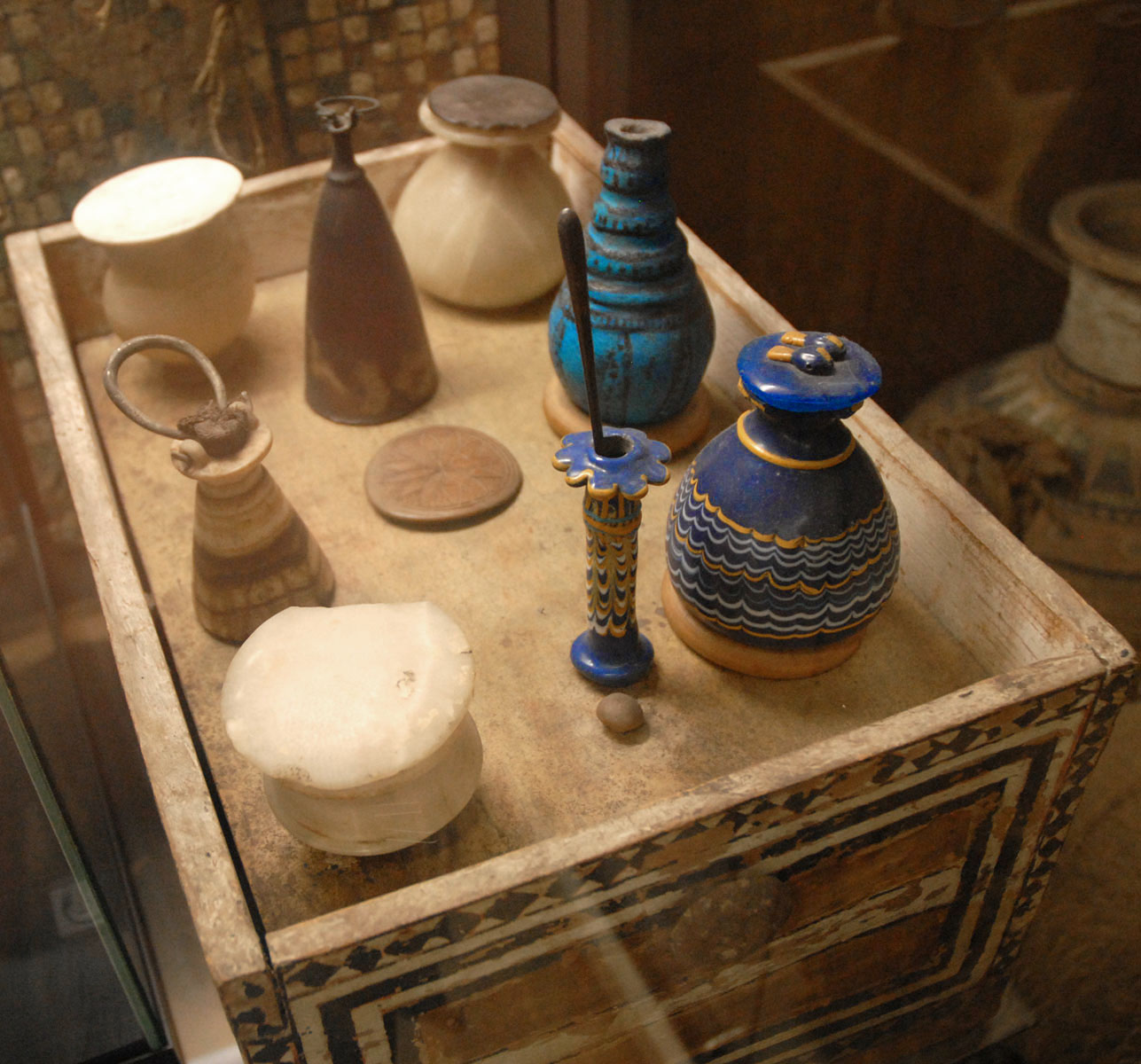
Merit illatszeres és sminkes ládája

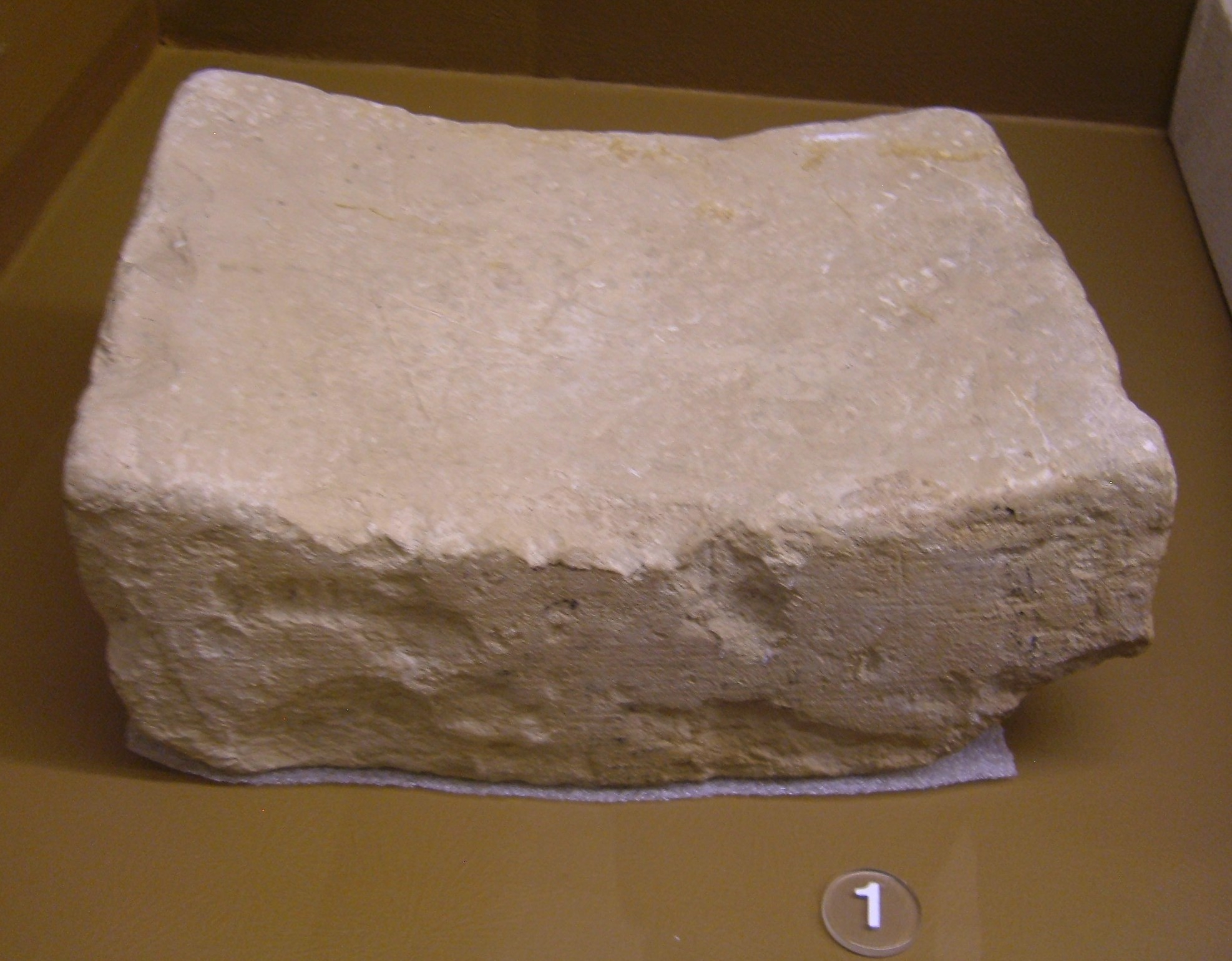
XVIII. dinasztia kori kőszék, Amarna

Az ókori egyiptomi bútorokról a sírokban talált leleteknek és a sok ábrázolásnak köszönhetően elég sokat lehet tudni. A leggyakoribb bútorok közé tartoztak a különféle székek, a tárolásra használt ládák és az ágyak.
Mivel Egyiptom jó minőségű fában szegény volt, a bútorok fáját külföldről importálták, például a cédrusáról híres Libanonból. A magasabb rangúak bútorait művészi díszítéssel látták el, például aranylemezekkel, féldrágakő- és üvegberakással. Az újbirodalom idejére a magas minőségű bútorokat már olyan megbecsülés övezte, hogy külföldi uralkodóknak is gyakran küldték ajándékba; Nyugat-Ázsiában is több helyen megtalálták maradványaikat.

## Bútortípusok
Ágyak: többnyire fa ágykeretből és erre kifeszített növényi alapanyagú matracból álltak. Gyakran lefelé lejtettek és az ágylábnál támla biztosította, hogy az alvó nem csúszik le. Az ágylábakat időnként állatláb formára faragták; az első két dinasztia idején bikaláb formára, később az oroszlán lett népszerű. Párna helyett fából faragott fejtámaszt használtak. Az ágyak fölé baldachinkeretet is állíthattak, erről függönyök lógtak le. A köznép körében gyakori volt, hogy nádból font pokrócon aludtak, nem használtak ágyat.
Székek: a háromlábú kisszéktől a díszes trónszékig minden fajtája előfordult. Ezek lábát is gyakran formázták állatláb formájúra. A Középbirodalom idején megjelent az összecsukható szék is; elsőként valószínűleg a hadjáraton lévő katonák használták. Lyukas székeket, aláhelyezett éjjeliedénnyel használtak WC-ként is.
Asztalok: fából vagy kőből készültek, és nagyon alacsonyak voltak, le kellett kuporodni hozzájuk. A sírokban talált asztalok áldozati ajándékok tartójaként szolgáltak.
Ládák: mivel a szekrényeket nem ismerték, ezek minősültek a fő tárolóeszközöknek. Számtalan fajtájuk kialakult, némelyikben már fiókok is voltak. Tutanhamon sírjában lábakon álló ládikát is találtak, a mai fiókos szekrények ősét.

## Történeti áttekintés
A predinasztikus korban már ismert volt az ágykeret, sírokban találtak ilyenekre fektetett halottakat. Az óbirodalom idején már magas szintre jutott az asztalosmesterség. Ebben a korban jelentek meg a faládák is, különféle (lapos vagy domború, illetve szentélyforma) fedéllel. A nagyobbakhoz hordszékhez hasonlóan tartórudakat lehetett illeszteni, hogy többen tudják vinni.
A legszebb óbirodalmi bútorleletet Hotepheresz királyné sírjában fedezte fel George Reisner amerikai egyiptológus. A faelemek már elpusztultak, de a leesett aranydíszítés elhelyezkedése alapján nagyrészt sikerült rekonstruálni a bútorokat: az ágyat, a fölé való baldachint, a két karosszéket, a hordszéket és két ládát. Ezek egy része ma megtekinthető a kairói Egyiptomi Múzeumban.
A középbirodalom idejéből fennmaradt sztélék tanúsága szerint asztalokat is használtak, de főleg csak vázák vagy vizeskancsók elhelyezésére, nem munkafelületnek. Külön vázaállványok is készültek. Ebben a korban megjelennek a kozmetikai szereket tartó ládikák is, többet úgy alakítottak ki, hogy illatszeres alabástromedénykéket lehessen tartani bennük. Hasonló ládikákban ékszereket is tartottak. Szithathorjunet hercegnőét arannyal és karneollal díszítették. A Középbirodalom idején jelentek meg az összehajtható székek is, a mai kempingszékek ősei.
Az újbirodalom nemesek és királyi családtagok számára készült bútorai jellemzően díszesebbek a korábbi korok bútorainál.
Az uralkodócsalád részére készült bútorok alapjaikban nem, csak díszítésben különböztek a köznép által használttól; arany- és ezüstlemezekkel, féldrágakövekkel, elefántcsonttal, fajansszal, üveg- és ébenfaberakással díszítették őket. Tutanhamon egyik ládája 33 000 kis fadarabbal van berakva. Gyakran a királyság szimbólumai, pl. az ureusz is megjelentek rajtuk. Gyakori volt az állatos díszítés, például a székek lábának oroszlánmancs formára faragása, nemcsak az uralkodócsaládnál, hanem a magas rangú hivatalnokoknál is.

## Példák
- Hotepheresz bútorai: óbirodalmi királyné ágya, széke, hordszéke és baldachinja
- Szitamon trónszéke: újbirodalmi hercegnő díszes trónja
- Tutanhamon trónszéke: a leghíresebb újbirodalmi leletanyag, Tutanhamon sírkincse része
- Ramosze és Hatnofer újbirodalmi sírjából is kerültek elő bútorok

## Kapcsolódó szócikk
- Mindennapi élet az ókori Egyiptomban